# Myelaphus melas
Myelaphus melas är en tvåvingeart som beskrevs av Jacques-Marie-Frangile Bigot 1882. Myelaphus melas ingår i släktet Myelaphus och familjen rovflugor.
Artens utbredningsområde är Kalifornien. Inga underarter finns listade i Catalogue of Life.